# Cobitis paludica
Cobitis paludica е вид лъчеперка от семейство Cobitidae. Видът е уязвим и сериозно застрашен от изчезване.

## Разпространение
Разпространен е в Испания и Португалия.

## Описание
На дължина достигат до 13 cm.
Продължителността им на живот е около 5 години. Популацията на вида е намаляваща.